# آر جي-31 نيالا
آر جي-31 نيالا هي مركبة مدرعة مضادة للكمائن والألغام و تنقل مشاة جنوب أفريقية وتصنع محلياً في تركيا.